# Gerald Brenan
Edward FitzGerald Brenan (Sliema (Malta), 7 april 1894 - Alhaurin ell Grande (Spanje), 19 januari 1987) was een Brits schrijver en hispanist.

## Leven
Gerald Brenan was de oudste zoon van de Britse officier Hugh Brenan en Helen Graham. Zijn kindertijd spendeerde hij in Zuid-Afrika en Indië. Op zeventienjarige leeftijd verliet hij zijn ouderlijk huis om Europa te verkennen: via een lange wandeling tot in Bosnië, samen met de Britse fotograaf John Hope-Johnstone (1883–1970). Tijdens de Eerste Wereldoorlog was hij een verdienstelijk soldaat aan het westelijk front in Ieper, Passchendaele en de Somme. Hiervoor ontving hij militaire eretekens. Tijdens zijn legerdienst ontstond een levenslange vriendschap met Ralph Partridge.
In 1919 vestigde hij zich in het dorpje Yegen, in het Alpujarras district in de provincie Granada. Hij besteedde zijn tijd aan lezen, schrijven, studeren, lange wandelingen maken. Hij ontving hier ook veel bezoek van vrienden uit de Bloomsburrygroep: Virginia en Leonard Woolf, Lytton Strachey, Roger Fry, maar ook anderen: Dora Carrington en Bertrand Russell.
Tijdens zijn bezoeken in Engeland verbleef hij in het huis van Partridge en zijn vrouw Dora Carrington, met wie hij een korte affaire had in 1922. Ze correspondeerden veel langer met elkaar via brieven.
In 1931 huwt hij de Amerikaanse schrijfster Gamel Woolsey in Rome. In datzelfde jaar wordt zijn dochter Miranda (1931-1980) geboren (uit een relatie met zijn dienstmeid Juliana Pellegrino).
in 1934 verhuizen ze naar Churriana. Nadat in 1936 de Spaanse Burgeroorlog uitbreekt keren ze als een van de laatste Britse residenten in Málaga terug naar Engeland, waar hij zijn filologische werken over Spanje schrijft.
In 1953 keren ze - ondanks zijn controversiële publicatie van The Spanish Labyrinth - terug naar Spanje en schrijft hij zijn memoires.
In 1967 of 1968 sterft zijn vrouw Gamel Woolsey aan kanker en wordt begraven op de Engelse begraafplaats in Málaga.
Gerald Brenan stierf aan hartfalen in het bergdorpje Alhaurín el Grande op 16 januari 1987. Hij leefde hier sinds 1969.Hij schonk zijn lichaam aan de medische wetenschap maar bleeft onaangeroerd in de universiteit van Málaga. Hij werd uiteindelijk begraven op het Engelse begraafplaats in Málaga, naast Gamel Woolsey, in 2001. Op zijn grafsteen staat de inscriptie: "Gerald Brenan - Escritor Ingles - amigo de Espana".

## Werken
- Jack Robinson (1933).
- The Spanish Labyrinth: An Account of the Social and Political Background of the Spanish Civil War (1943)
- The Face of Spain (1950)
- The Literature of the Spanish People: From Roman Times to the Present (1961)[7]
- South from Granada (1957), waarin hij zijn tijd in Yegen beschrijft.
- A Holiday by the Sea (1961)
- A Life of One's Own: Childhood and Youth (1962) , deel 1 van zijn autobiografie
- St John of the Cross: his life and poetry (1973)[8]
- Personal Records 1920-1972 (1974) , de rest van zijn autobiografie.

## Bewerkingen
- South of Granada werd in 2003 in het Spaans verfilmd als Al Sur de Granada.

## Erkenning
- Het Military Cross (1918)
- De Croix de Guerre (1918)
- De Orde van het Britse Rijk (1982)
- twee wegen in de buurt van Málaga zijn naar hem vernoemd.[6]
- In zijn voormalig huis in Churriana is er nu een museum over hem.[9][10]

## Galerij
- Gerald Brenan, olieverf op doek, 1921 van Dora Carrington (National Portrait Gallery, NPG 5197)

- Bibsys: 90123329
- Biblioteca Nacional de España: XX1151208
- Bibliothèque nationale de France: cb128191652 (data)
- Catàleg d'autoritats de noms i títols de Catalunya: 981058519028106706
- CiNii: DA01701973
- Gemeinsame Normdatei: 118836080
- International Standard Name Identifier: 0000 0003 6859 7803
- Library of Congress Control Number: n50042468
- Bibliotheek van het Japanse parlement: 00463738
- Nationale Bibliotheek van Tsjechië: mub2011630279
- Nationale bibliotheek van Australië: 35949698
- Nationale Bibliotheek van Israël: 987007259063405171
- Nederlandse Thesaurus van Auteursnamen: 068699204
- SNAC: w6x373vb
- Système universitaire de documentation: 060367636
- Trove: 1159254
- Virtual International Authority File: 7515708
- WorldCat: E39PBJjt6cFCtPC9qCc7rF8Hmd